# Loushui (rivière)
La Loushui (caractères chinois :  溇水)   est une rivière qui coule principalement dans la province chinoise du  Hubei et peu avant son confluent dans celle du Hunan. C'est le principal affluent du fleuve Lishui lui-même affluent du Yangzi Jiang. La rivière est longue de 256 kilomètres et son bassin versant a une superficie de 5 048 km². Le débit de la rivière est de 179 m3/s. La Loushui traverse les xians de Wufeng et de Hefeng. La rivière rejoint la Lishui au niveau de la ville de Cili.

## Aménagements
Deux barrages hydroélectriques d'une taille significative ont été construits sur son cours durant les années 2000 :
| Désignation            | Région ou province | Cours d'eau | Hauteur | Puissance installée (MW) | Production annuelle (TWh/an) | Type de barrage                                 | Capacité de stockage | Date achèvement | Notes |
| ---------------------- | ------------------ | ----------- | ------- | ------------------------ | ---------------------------- | ----------------------------------------------- | -------------------- | --------------- | ----- |
| Barrage de Jiangpinghe | Hubei              | Loushui     | 221 m   | 500 mégawatts            | 1                            | Barrage en remblai rocheux avec masque en béton | 1 366 000 000 m3     | 2012            | [ 1 ] |
| Barrage de Jiangya     | Hunan              | Loushui     | 131 m   | 300 mégawatts            | 0,8                          | Barrage-poids                                   | 1 740 000 000 m3     | 2000            | [ 2 ] |